# Laguna Blanca (Formosa)
Laguna Blanca is een plaats in het Argentijnse bestuurlijke gebied Pilcomayo in de provincie Formosa. De plaats telt 6.508 inwoners.